# مربچه (رامهرمز)
مربچه، مرکز دهستان حومه غربی و روستایی از توابع بخش مرکزی شهرستان رامهرمز در استان خوزستان ایران است. مردم این روستا با فامیل‌های محمدیان و مالکی و غیره می باشند  که همه آنها با یکدیگر نسبت نزدیک و دور فامیلی دارند.
این روستا تقریباً با شهر رامهرمز ۱۵ کیلومتر و با شهر اهواز ۷۰ کیلومتر فاصله دارد. این روستا دارای هوایی گرم و خشک است ولی نسبت به شهر رامهرمز گاهی دارای هوای خنک تری با اختلاف ۳ تا ۶ درجه سانتی گراد بوده‌است.

## جمعیت
این روستا در دهستان حومه غربی قرار دارد و براساس سرشماری عمومی نفوس و مسکن در سال ۱۳۹۵، جمعیت آن برابر با ۸۴۹ نفر (۲۳۶ خانوار) بوده‌است.